# 神田貞之助
神田 貞之助（かんだ ていのすけ、1915年2月8日 - 1997年4月23日）は、日本の物理学者。神戸大学名誉教授。理学博士。大阪府大阪市出身。
物性分野の研究において、戦後早くから磁気共鳴（NMR）の研究に取り組み、また神戸大学に低温実験の環境を整えた。

## 略歴
- 1931年3月 旧制今宮中学校卒業
- 1934年3月 旧制大阪高等学校卒業
- 1937年3月 大阪帝国大学理学部物理学科卒業
- 1937年4月 三菱電機株式会社入社
- 1946年9月 神戸工業専門学校講師
- 1946年12月 神戸工業専門学校教授
- 1949年7月 神戸大学助教授兼任
- 1951年3月 神戸大学文理学部助教授
- 1954年4月 神戸大学理学部助教授
- 1955年4月 理学博士（大阪大学）
- 1955年10月 神戸大学教授
- 1978年4月 神戸大学退官 神戸大学名誉教授
- 1978年4月 岡山理科大学教授
- 1986年3月 岡山理科大学退職
- 1997年4月 逝去 満82歳没

## 受賞歴・叙勲歴
- 1989年5月 勲三等旭日中綬章

## 著書
- 『電磁気学 (共立物理学講座8)』（1981年、共立出版）
- 『精選 電磁気演習 (共立物理学講座 (9))』（1983年、共立出版）

## 論文
- CiNii収録論文 国立情報学研究所